# Asia Rugby
Asia Rugby – międzynarodowa organizacja zrzeszająca krajowe związki sportowe w rugby union z Azji, jedna z sześciu regionalnych federacji stowarzyszonych z World Rugby, odpowiedzialna za organizację rozgrywek międzynarodowych w tej części świata. Uznawana przez Olimpijską Radę Azji.
Asian Rugby Football Union powstał na spotkaniu w Bangkoku 15 grudnia 1968 roku, a członkami założycielami były związki rugby z Republiki Chińskiej (ob. Chińskie Tajpej), Hongkongu, Japonii, Korei Południowej, Malezji, Singapuru, Sri Lanki i Tajlandii. Celem jego stworzenia było zorganizowanie rozgrywek międzynarodowych pomiędzy jego członkami – pierwsza edycja Asian Rugby Football Tournament odbyła się w 1969 roku. W czerwcu 2015 roku organizacja zmieniła nazwę na Asia Rugby.
Po ponownym przyjęciu Kazachstanu w czerwcu 2017 roku Asia Rugby zrzeszała 31 związków rugby, ich liczba do końca roku 2021 zwiększyła się do 35.

## Członkowie
| Państwo                      | Związek                               |
| Pełni członkowie WR          | Pełni członkowie WR                   |
| ---------------------------- | ------------------------------------- |
| Chiny                        | Chinese Rugby Association             |
| Chińskie Tajpej              | Chinese Taipei Rugby Football Union   |
| Filipiny                     | Philippine Rugby Football Union       |
| Guam                         | Guam Rugby Football Union             |
| Hongkong                     | Hong Kong Rugby Football Union        |
| Indie                        | Indian Rugby Football Union           |
| Indonezja                    | Indonesian Rugby Football Union       |
| Iran                         | Iran Rugby Football Union             |
| Japonia                      | Japan Rugby Football Union            |
| Kazachstan                   | Kazachski Związek Rugby               |
| Korea Południowa             | Koreański Związek Rugby               |
| Laos                         | Lao Rugby Federation                  |
| Malezja                      | Malaysia Rugby Union                  |
| Pakistan                     | Pakistan Rugby Union                  |
| Singapur                     | Singapore Rugby Union                 |
| Sri Lanka                    | Sri Lanka Rugby Football Union        |
| Tajlandia                    | Tajski Związek Rugby                  |
| Uzbekistan                   | Uzbekistan Rugby Federation           |
| Zjednoczone Emiraty Arabskie | United Arab Emirates Rugby Federation |
| Członkowie stowarzyszeni WR  |                                       |
| Brunei                       | Brunei Rugby Football Union           |
| Jordania                     | Jordan Rugby Union                    |
| Katar                        | Qatar Rugby Federation                |
| Kirgistan                    | Kyrgyzstan Rugby Federation           |
| Liban                        | Lebanese Rugby Union Federation       |
| Mongolia                     | Mongolian Rugby Football Union        |
| Nepal                        | Nepal Rugby Association               |
| Pełni członkowie AR          |                                       |
| Afganistan                   | Afghanistan Rugby Federation          |
| Bangladesz                   | Bangladesh Rugby Union                |
| Syria                        | Syria Rugby                           |
| Członkowie stowarzyszeni AR  |                                       |
| Arabia Saudyjska             | Saudi Rugby                           |
| Irak                         | Iraq Rugby Committee                  |
| Kambodża                     | Cambodian Federation of Rugby         |
| Makau                        | Macau Rugby Union                     |
| Oman                         | Oman Rugby Committee                  |
| Palestyna                    | Palestine Rugby Committee             |

### Dawni członkowie
- Arabian Gulf Rugby Football Union – rozwiązany decyzją IRB z końcem 2010 roku[9]

## Organizowane rozgrywki
- Asia Rugby Championship (i jego poprzednicy Asian Rugby Football Tournament i Asian Five Nations)
- Mistrzostwa Azji w rugby union kobiet
- Mistrzostwa Azji w rugby 7 mężczyzn
- Mistrzostwa Azji w rugby 7 kobiet